# 劉少君
劉少君（英語：Lau Siu Kwan，1961年4月13日—），原名劉強富，前無綫電視及亞洲電視演員，出身自1979年第八期無綫電視藝員訓練班。他早年為電影幕後人員；1980年代起，當了數年演員便轉往電視圈發展，先後在亞洲電視及無線電視工作，演出過大量二線角色。2000年後淡出香港娛樂圈，赴中國發展，並在北京成立「（北京）少君影視文化」，從事拍攝影視作品和培訓演藝人才工作。劉少君在1990年代初是藝人安德尊和魯振順的經理人。也是歌手謝偉倫的契爸。

## 背景
劉少君於九龍成長，曾就讀九龍塘學校（中學部）以及香港浸會學院傳理系。他在1978年報考無綫電視第八期藝員訓練班，並於1979年畢業，與湯鎮業、廖啟智、景黛音、周秀蘭等為同學。但由於要打理父親生意而沒有與電視台簽約。而他之回到演藝圈的原因在於看見周秀蘭的發展前景不錯。另外，他投身娛樂界初年本是電影幕後製片與助導，當過1979年電視劇集《名劍風流》的場記。其後因方逸華賞識才被楚原發掘到幕前演出，1981年正式成為邵氏兄弟演員；1985年3月完約。同期為香港電台拍攝過單元劇集。1983年更獲邀赴日本電視台參演當地的劇集。後來，他花了數年時間留台繼續其演藝事業，在一所錄影帶製作公司兼顧幕前與幕後工作。自1980年代起由電影圈轉往電視界發展。至1990年代中期從亞洲電視跳槽至無綫電視。1997年與陶大宇合資在九龍塘開了一間「上海會館」。
在1990年至2003年間，劉少君涉足電影監製、導演及配樂崗位。主理的有關電影作品有不少出自他於1989年跟周秀蘭成立了「少君影業」。還協辦過台灣環球中國小姐競選。及後，劉於2000年代初逐漸把工作重心在中國內地。除了登台唱歌之外，他主力留在北京從事其影視公司「少君影視文化」生意，負責拍攝影視作品和培訓演藝人才。2015年8月及9月起到新城電台主持廣播節目《Sunday樂天地》和《演藝怪談》。此外，他於同年在「香港新力量影視文化」擔任製片人，2016年監製舞台劇《香港過來人》。2017年與美國一間電影公司洽談拍攝一齣以環保作為主題的3D特技電影，且第二次監製歌舞劇 - 《回歸20載繽紛狂笑夜》。

## 家庭生活
劉少君的前妻為前女藝人周秀蘭。兩人在1980年開始拍拖，於1991年結成夫妻。婚後移民加拿大生活，最終卻因宗教信仰等問題於1998年離婚。二人的女兒劉真一於1993年出生。他在1995年至1996年拍攝電視劇《真情》期間曾與藝人郭少芸傳發展婚外情，更於西貢同居。
2020年7月20日晚，劉少君證實確診2019冠状病毒病。

## 演出作品
*以下列表只記錄劉少君演出過的劇集作品，若有遺漏，請協助補充相關資料。

### 電視劇（亞洲電視）
| 首播   | 節目名稱     | 角色         | 備註                                                      |
| 1982年 | 家春秋       | 鄭國光       |                                                           |
| 1983年 | 福星闖天下   |              |                                                           |
| 1986年 | 清末四大奇案 | 劉子瀚       | 單元：楊乃武与小白菜                                      |
| 1986年 | 少林英雄     | 穆顯庭       |                                                           |
| 1986年 | 決戰江湖     | 卓曉風       |                                                           |
| 1986年 | 白髮魔女傳   | 耿紹南       |                                                           |
| 1987年 | 母親         | 洛家明       |                                                           |
| 1987年 | 俠骨柔情     | 雲錚         |                                                           |
| 1987年 | 貂蟬         | 樂奔         |                                                           |
| 1988年 | 聊齋誌異     | 王鼎         | 單元《伍秋月》                                            |
| 1988年 | 賽金花       | 趙松柏       |                                                           |
| 1988年 | 俠女傳奇     | 展修元       |                                                           |
| 1988年 | 秃鷹特警隊   |              | 單元《引火焚心》、《地獄判官》、《血洗香江》              |
| 1988年 | 滿清十三皇朝 | 福康安       | 乾隆篇（第七朝 1736-1795年） 嘉慶篇（第八朝 1796-1820年） |
| 1989年 | 皇家檔案     | 劉定昌       | 單元：風之歌                                              |
| 1989年 | 塘西故事     |              |                                                           |
| 1989年 | 白骨陰陽劍   | 妙手書生     |                                                           |
| 1989年 | 皇家檔案II   | 小華         | 單元：黑鳳凰                                              |
| 1989年 | 皇家檔案III  | 大島麗子兄長 | 單元：火百合                                              |
| 1990年 | 單身靚族     |              |                                                           |
| 1991年 | 劍三十       | 龍少爺       |                                                           |
| 2000年 | 快活谷       | 李唱人       |                                                           |

### 電視劇（無綫電視）
| 首播   | 節目名稱   | 角色   | 備註                                       |
| 1995年 | 包青天     | 俠孝賢 | 單元二：假琥珀                             |
| 1995年 | 真情       | 劉清華 | 劇集播放至1999年，一直飾演此固定角色至劇終 |
| 1996年 | 笑傲江湖   | 人彦   |                                            |
| 1999年 | 鑑證實錄II | 陳國豪 |                                            |
| 2000年 | 陀槍師姐II | 豐年   |                                            |

電視劇（viutv）
| 首播   | 節目名稱   | 角色 | 備註 |
| 2023年 | 極度俏郎君 | 蕭光 | 本劇終極大反派 光爺 退休探長 蕭龍之養父 蕭安安之父 殺害八哥 被廉政公署調查，後潛逃加拿大 郎君、李麗薇之死敵 於第19集綁架李麗薇，企圖迫使郎君交出其犯罪證據 |
| 2023年 |            |      | |

### 其他
- 1981年：香港香港 ‧ 江湖再見 飾 耀宗（香港電台）[29]
- 1982年：執法者 ‧ 夜行軍 飾 阿成（香港電台）[30]
- 1983年：臨歧 ‧ 決 飾 朱仲康（香港電台）[31][註 2]
- 1983年：香港香港 ‧ 平安夜 飾 李大富（香港電台）[32][註 3]
- 1987年：趕盡殺絕（又名警匪絕殺） 飾 方奇 （藝能）

### 電影
- 1981年：書劍恩仇錄 飾 孟健雄
- 1981年：屍妖
- 1981年：陸小鳳之決戰前後 飾 太子
- 1981年：失業生
- 1982年：楚留香之幽靈山莊 飾 表哥
- 1982年：邪咒 飾 國中
- 1982年：2.5 cm 飾 豬尾
- 1982年：三十年細說從頭
- 1982年：青春1000日 飾 大衛
- 1982年：人皮燈籠 飾 龍家家僕
- 1982年：邪完再邪
- 1983年：封神劫
- 1983年：武林聖火令 飾 段雲秀
- 1983年：天蠶變 飾 姚峰
- 1984年：布衣神相
- 1984年：錦衣衛 飾 皇帝
- 1985年：教頭發威 飾 陳錦
- 1985年：天官賜福 飾 宋仁
- 1985年：霹靂十傑 飾 洪熙官
- 1985年：花心紅杏
- 1985年：錯體人 飾 樂純美哥哥
- 1986年：偶然
- 1987年：七年之癢
- 1988年：暴風女
- 1989年：殺手天使
- 1989年：情義我心知
- 1989年：火爆行動 飾 張人龍
- 1990年：魔幻紫水晶
- 1991年：佈局
- 1991年：妖女鬪師公
- 1991年：美國博仔
- 1991年：驚悚十二小時
- 1991年：菩薩咒
- 1991年：鬼整人
- 1991年：屍降
- 1992年：千火玫瑰
- 1992年：笑傲俠義黃大仙
- 1992年：雲雨第六感
- 1992年：淫妖豪情
- 1992年：香港姦殺奇案
- 1993年：風塵十三姨
- 1993年：人生得意衰盡歡
- 1993年：無情殺手
- 1993年：貼身情人
- 1993年：夢情人
- 1993年：惡煞生死線
- 1993年：色慾追魂
- 1993年：夜迷情
- 1993年：鬼叫春
- 1994年：但願有情人
- 1994年：淫魔暴行
- 1994年：暗殺兵團
- 1995年：雷霆行動
- 1995年：倒數七日情 飾 Leon
- 1996年：玫瑰性殺手 飾 許警官
- 1996年：九月初九新娘潭 飾 Jeff
- 1996年：喋血劫花
- 1996年：黑幫花剌
- 1998年：黑道女金釵
- 1999年：掃毒大行動
- 1999年：愛滋初體驗 飾 區若華
- 2000年：賤男特警
- 2000年：賤男人週記
- 2000年：鬼名模 飾 君哥
- 2000年：回頭太難 飾 華
- 2000年：網上怪談
- 2000年：末路人
- 2000年：我在監獄的日子
- 2000年：新三狼之歡場屠夫
- 2000年：騷根戇男
- 2000年：辣椒教室 飾 May 與 Queenie 父親
- 2001年：陰司路之孟婆茶
- 2001年：新天若有情
- 2010年：72家租客 飾 街坊
- 2011年：我愛HK開心萬歲 飾 小販
- 2011年：勁抽福祿壽 飾 茶客

### 微電影
- 2014年：風不息 飾 父親（為謝偉倫同名歌曲製作之微電影）

## 導演作品
- 1992年：淫妖豪情
- 1993年：蜜桃來偷歡
- 1994年：淫魔暴行
- 1994年：吻狼之問題少女
- 2000年：騷根戇男
- 2000年：末路人
- 2001年：陰司路之孟婆茶
- 2001年：新天若有情
- 2003年：陰司路之色中餓鬼

## 監製作品
電影
- 1990年：魔幻紫水晶
- 1992年：香港姦殺奇案
- 1992年：淫妖豪情
- 1992年：夢情人
- 1994年：但願有情人
- 1996年：九月初九新娘潭
- 1996年：賭城快活女
- 1999年：愛滋初體驗
- 2000年：賤男特警
- 2000年：騷根戇男
- 2000年：賤男人週記
- 2000年：古惑夕陽紅
- 2000年：回頭太難
- 2000年：網上怪談
- 2000年：鬼名模
- 2014年：誰動了我的夢想
- 2016年：飛刀又見飛刀
- 2018年：鍾馗捉妖記
- 2019年：怒晴湘西
- 2021年：當家主母
- 2022年：我是因為愛

舞台劇
- 2016年：香港過來人
- 2017年：回歸20載繽紛狂笑夜[33]

## 編劇作品
- 1993年：蜜桃來偷歡
- 1993年：貼身情人
- 1994年：吻狼之問題少女
- 2000年：古惑夕陽紅
- 2014年：誰動了我的夢想
- 2016年：飛刀又見飛刀
- 2018年：鍾馗捉妖記
- 2019年：怒晴湘西
- 2021年：當家主母
- 2022年：我是因為愛

## 配樂作品
- 1996年：九月初九新娘潭

## 節目嘉賓
- 2013年：星動亞洲（亞洲電視）

## 外部連結
- 劉少君的新浪微博
- 劉少君在互联网电影资料库（IMDb）上的資料（英文）（英文）
- 在AllMovie上劉少君的頁面（英文）
- 劉少君在香港影庫上的簡介
- 劉少君在时光网上的簡介（简体中文）